# Irena Tomaszak-Zesiuk
Irena Barbara Tomaszak-Zesiuk (ur. 29 listopada 1954 w Turku) – polska polityk, nauczycielka i samorządowiec, posłanka na Sejm VI i VII kadencji.

## Życiorys
Z wykształcenia magister inżynier biotechnologii i mikrobiologii, w 1979 ukończyła studia na Politechnice Łódzkiej. W latach 1979–1985 była kierownikiem laboratorium Okręgowej Spółdzielni Mleczarskiej Turek. Od 1985 pracowała jako nauczycielka w Zespole Szkół Ogólnokształcących im. Tadeusza Kościuszki w Turku. Przystąpiła do Platformy Obywatelskiej. W latach 2006–2007 zasiadała w radzie powiatu tureckiego.
W wyborach parlamentarnych w 2007 uzyskała mandat poselski z listy PO, otrzymując w okręgu konińskim 9741 głosów. W wyborach w 2011 bezskutecznie ubiegała się o reelekcję (otrzymała 8546 głosów). 23 kwietnia 2014 objęła jednak mandat poselski po zmarłej Krystynie Pośledniej. W 2015 nie kandydowała w kolejnych wyborach parlamentarnych.
Mężatka, ma troje dzieci. W 2003 otrzymała Srebrny Krzyż Zasługi.